# District de Wujin
Le district de Wujin (武进区 ; pinyin : Wǔjìn Qū) est une subdivision administrative de la province du Jiangsu en Chine. Il est placé sous la juridiction de la ville-préfecture de Changzhou. Wujin est la ville de naissance de Liu Qi, le maire de Pékin.

## Démographie
La population du district était de 1 199 704 habitants en 1999.

## Personnalités liées
- Qian Weiqiao (1736-1809), peintre chinois y est né
- Wu Zhihui (1865-1953), linguiste anarchiste chinois ayant présidé la commission sur l'unification de la prononciation qui fonde le mandarin standard et le zhuyin (ou bopomofo).